# Sergio Castellitto
Sergio Castellitto (18 d'agost de 1953) és un actor i director de cinema italià.

## Trayectoria

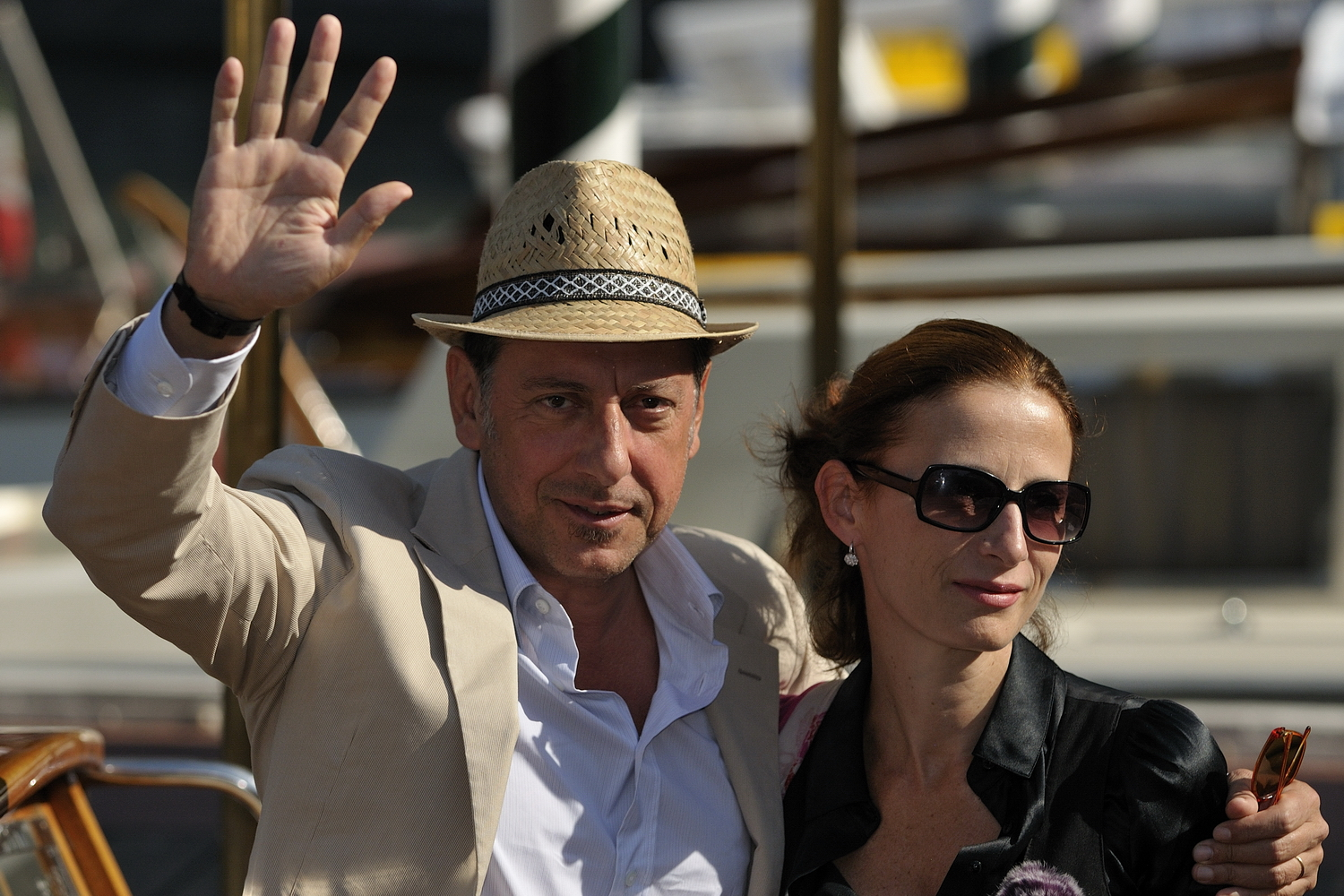
En el Festival Internacional de Cinema de Venècia el 2009.

Va néixer a Roma però els seus pares eren originaris de Molise. Després de graduar-se a l'Acadèmia Nacional d'Art Dramàtic Silvio D'Amico el 1978, va iniciar la seva carrera teatral al teatre públic italià amb la Mesura per mesura de Shakespeare al Teatro di Roma i amb papers en altres obres com La Mare de Brecht, El mercader de Venècia i Candelaio de Giordano Bruno. Al Teatre de Gènova va protagonitzar els papers de Tuzenbach a Tres germanes de Txèkhov i Jean a La senyoreta Julie de Strindberg, totes dues sota la direcció de Otomar Krejka. En els següents anys, també ha protagonitzat produccions teatrals com L'infelicità senza desideri i Piccoli equivoci al Festival dei Due Mondi de Spoleto. També va aparèixer a Barefoot in the Park de Neil Simon. Durant els seus anys al teatre, va treballar al costat de molts actors famosos, entre ells Luigi Squarzina, Aldo Trionfo, i Enzo Muzii.
Castellitto va començar la seva carrera cinematogràfica el 1983 amb Marcello Mastroianni i Michel Piccoli a Il generale dell'armata morta de Luciano Tovoli. Ha participat a moltes pel·lícules com Sembra morto...ma è solo svenuto de Felice Farina, Piccoli equivoci de Ricky Tognazzi i Stasera a casa di Alice de Carlo Verdone. Es va fer més famós per participar en Il grande cocomero de Francesca Archibugi i L'home de les estrelles de Giuseppe Tornatore.
A finals dels anys vuitanta, Castellitto va aparèixer en diverses minisèries de televisió italianes, incloent Un siciliano in Sicilia (1987), Cinque storie inquietanti (1987), Piazza Navona (1988), Cinéma (1988), i Come stanno bene insieme (1989). També aparegué a la minisèrie Victoire, ou la douleur des femmes (2000).
La fama li arribà amb les pel·lícules La famiglia, L'ultimo bacio, Caterina va in città, L'ora di religione, Bella Martha, i especialment amb Non ti muovere, dirigida per ell i escrita per la seva esposa Margaret Mazzantini, amb la que té quatre fills. També ha participat a Il regista di matrimoni de Marco Bellocchio i La stella che non c'è de Gianni Amelio.
A França Castellitto va interpretar el paper masculí oposat a Jeanne Balibar a la pel·lícula de Jacques Rivette Va savoir (2001). La seva recent actuació com a actor ha estat el seu paper a Padre Pio,probablement el paper definitiu de la seva carrera.
La primera pel·lícula que va dirigir és Libero Burro, seguit de Non ti muovere. Va interpretar el paper de l'antagònic rei Miraz, a Les Cròniques de Nàrnia: el príncep Caspian.
El 2012 va dirigir Venuto al mondo, que va participar al Festival de Cinema de Toronto, on no va ser ben rebuda per bona part de la premsa anglòfona. Més recentment, Castellitto va aparèixer a la sèrie de televisió In Treatment en el paper de Giovanni.

## Filmografia

### Cinema
- Tre fratelli, dirigida per Francesco Rosi (1981)
- Carcerato, dirigida per Alfonso Brescia (1981)
- Il generale dell'armata morta, dirigida per Luciano Tovoli (1983)
- La singolare avventura di Francesco Maria, dirigida per Enzo Muzii (1983)
- Magic moments, dirigida per Luciano Odorisio (1984)
- Giovanni Senzapensieri, dirigida per Marco Colli (1985)
- Sembra morto... ma è solo svenuto, dirigida per Felice Farina (1985)
- Dolce assenza, dirigida per Claudio Sestieri (1986)
- La famiglia, dirigida per Ettore Scola (1987)
- Fürchten und Lieben dirigida per Margarethe von Trotta (1987)
- Le grand bleu, dirigida per Luc Besson (1988)
- Piccoli equivoci, dirigida per Ricky Tognazzi (1989)
- Tre colonne in cronaca, dirigida per Carlo Vanzina (1990)
- Alberto Express dirigida per Arthur Joffé (1990)
- I taràssachi, dirigida per Rocco Mortelliti, Fulvio Ottaviano i Francesco Ranieri Martinotti (1990)
- Una fredda mattina di maggio, dirigida per Vittorio Sindoni (1990)
- Stasera a casa di Alice, dirigida per Carlo Verdone (1990)
- La carne, dirigida per Marco Ferreri (1991)
- Rossini! Rossini!, dirigida per Mario Monicelli (1991)
- Nero, dirigida per Giancarlo Soldi (1992)
- Nessuno, dirigida per Francesco Calogero (1992)
- Il grande cocomero, dirigida per Francesca Archibugi (1993)
- Toxic affair, dirigida per Philippe Esposito (1993)
- Con gli occhi chiusi, dirigida per Francesca Archibugi (1994)
- L'home de les estrelles, dirigida per Giuseppe Tornatore (1995)
- Le cri de la soie, dirigida per Yvon Marciano (1996)
- Portrait chinois, dirigida per Martine Dugowson (1996)
- Hotel Paura, dirigida per Renato De Maria (1996)
- Silenzio... si nasce, dirigida per Giovanni Veronesi (1996)
- Quadrille, dirigida per Valérie Lemercier (1997)
- Que la lumière soit, dirigida per Arthur Joffé (1998)
- À vendre, dirigida per Laetitia Masson (1998)
- Libero Burro, dirigida per Sergio Castellitto (1999)
- L'ultimo bacio, dirigida per Gabriele Muccino (2001)
- Competència deslleial, dirigida per Ettore Scola (2001)
- Laguna, dirigida per Dennis Berry (2001)
- Va savoir, dirigida per Jacques Rivette (2000)
- Bella Martha, dirigida per Sandra Nettelbeck (2001)
- L'ora di religione, dirigida per Marco Bellocchio (2002)
- Caterina va in città, dirigida per Paolo Virzì (2003)
- Non ti muovere, dirigida per Sergio Castellitto (2004)
- Ne quittez pas!, dirigida per Arthur Joffé (2004)
- Il regista di matrimoni, dirigida per Marco Bellocchio (2006)
- Paris, je t'aime, dirigida per Isabel Coixet (2006)
- La stella che non c'è, dirigida per Gianni Amelio (2006)
- Les cròniques de Nàrnia: el príncep Caspian, dirigida per Andrew Adamson (2008)
- Italians, dirigida per Giovanni Veronesi (2009)
- Questione di punti di vista, dirigida per Jacques Rivette (2009)
- Tris di donne e abiti nuziali, dirigida per Vincenzo Terracciano (2009)
- Alza la testa, dirigida per Alessandro Angelini (2009)
- La bellezza del somaro, dirigida per Sergio Castellitto (2010)
- Venuto al mondo, dirigida per Sergio Castellitto (2012)
- Una famiglia perfetta, dirigida per Paolo Genovese (2012)
- La buca, dirigida per Daniele Ciprì (2014)
- Piccoli crimini coniugali, dirigida per Alex Infascelli (2017)
- Fortunata, dirigida per Sergio Castellitto (2017)
- Il tuttofare, dirigida per Valerio Attanasio (2018)
- Ricchi di fantasia, dirigida per Francesco Miccichè (2018)
- El poeta i l'espia, dirigida per Gianluca Jodice (2020)

### Televisió
- Le singolari avventure di Francesco Maria, dirigida per Enzo Muzii - serie TV (1982)
- Western di cose nostre, dirigida per Pino Passalacqua - film TV (1983)
- Nontuttorosa, dirigida per Amanzio Todini - film TV (1987)
- Un siciliano in Sicilia, dirigida per Pino Passalacqua - miniserie TV (1987)
- La parete della stanza accanto, dirigida per Carlo Di Carlo - miniserie TV (1987)
- Amore a cinque stelle, dirigida per Roberto Giannarelli - serie TV (1988)
- Cinema!, dirigida per Luigi Magni - miniserie TV (1988)
- Come stanno bene insieme, dirigida per Vittorio Sindoni - miniserie TV (1989)
- Un cane sciolto, dirigida per Giorgio Capitani - film TV (1990)
- Un cane sciolto 2, dirigida per Giorgio Capitani - film TV (1991)
- Un cane sciolto 3, dirigida per Giorgio Capitani - film TV (1992)
- Il grande Fausto, dirigida per Alberto Sironi - miniserie TV (1995)
- Pronto, dirigida per Jim McBride - film TV (1997)
- Don Milani il priore di Barbiana, dirigida per Antonio e Andrea Frazzi - miniserie TV (1997)
- Victoire, ou la douleur des femmes, dirigida per Nadine Trintignant - miniserie TV (2000)
- Padre Pio, dirigida per Carlo Carlei - miniserie TV (2000)
- Ferrari, dirigida per Carlo Carlei - miniserie TV (2003)
- Maigret - episodi La trappola i L'ombra cinese, dirigida per Renato De Maria (2004)
- Fuga per la libertà - L'aviatore, dirigida per Carlo Carlei - film TV (2008)
- 'O professore, dirigida per Maurizio Zaccaro - serie TV (2008)
- In Treatment – serie TV,105 episodis (2013-2017)
- Il sindaco pescatore - film TV (2016)
- Meraviglie - La penisola dei tesori, 3ª puntata (2018)
- Rocco Chinnici - È così lieve il tuo bacio sulla fronte, dirigida per Michele Soavi - film TV (2018)
- Aldo Moro - Il professore, dirigida per Francesco Miccichè - film Tv (2018)
- Pezzi unici (Rai 1, dal 2019)

### Curtmetratges
- Tu sei differente, dirigit per Alberto Taraglio (1985)

## Director

### Cinema
- Libero Burro (1999)
- Non ti muovere (2004)
- La bellezza del somaro (2010)
- Venuto al mondo (2012)
- Nessuno si salva da solo (2015)
- Fortunata (2017)

### Teatre
- Manola de Margaret Mazzantini (1996)
- Zorro de Margaret Mazzantini (2002)

## Premis i reconeixement
- David di Donatello 1990 - Millor actor no protagonista per Tre colonne in cronaca
- David di Donatello 1993 - Millor actor protagonista per Il grande cocomero
- David di Donatello 2004 - Millor actor protagonista per Non ti muovere
- Nastro d'argento 1996 - Millor actor protagonista per L'home de les estrelles
- Nastro d'argento 2002 - Millor actor protagonista per L'ora di religione
- Nastro d'argento 2005 - Millor guió per Non ti muovere
- Nastro d'argento 2007 - Nastro d'argento europeu
- Nastro d'argento 2013 - Nastro d'argento especial
- Globus d'Or 1993 - Millor actor per Il grande cocomero
- Globus d'Or 2002 - Millor actor per L'ora di religione
- Globus d'Or 2004 - Millor film per Non ti muovere
- Ciak d'oro 1990 - Millor actor no protagonista per Tre colonne in cronaca
- Ciak d'oro 1993 - Millor actor protagonista per Il grande cocomero
- Ciak d'oro 1996 - Millor actor protagonista per L'uomo delle stelle
- Ciak d'oro 2002 - Millor actor protagonista per L'ora di religione
- Ciak d'oro 2004 - Millor pel·lícula per Non ti muovere
- Ciak d'oro 2013 - SuperCiak d'oro
- Premi Sant Jordi de Cinematografia 2001 al millor actor estranger